# FIP Tag Team Championship
Le FIP Tag Team Championship est un championnat de catch par équipe utilisé par la Full Impact Pro, une fédération de Floride. Il est créé le 22 avril 2005 où DP Associates (Eddie Vegas et Jimmy Rave) remportent un tournoi. Le titre connait 17 règnes pour 16 équipes championnes et n'a jamais été vacant.

## Historique du championnat
Le 22 avril 2005 la Full Impact Pro (FIP) organise au cours de The Usual Suspects un tournoi pour désigner les premiers champions par équipe de la FIP. Ce tournoi est plutôt anarchique et se conclut par la victoire de DP Associates (Eddie Vegas et Jimmy Rave) dans un match à trois équipes à élimination comprenant Jerrelle Clark et Roderick Strong ainsi que CM Punk et Don Juan. Salvatore Rinauro et Spanky qui leur succèdent le 6 août 2005 ont le règne le plus court avec 27 jours. The Heartbreak Express (Phil Davis & Sean Davis) est la 3e équipe à être champion ainsi que la première à détenir ce titre à deux reprises : d'abord du 2 septembre 2005 au 27 mai 2006 puis du 9 septembre au 14 octobre 2006. Caleb Konley et Scott Reed ont eux le règne le plus long avec 1 an, 3 mois et 4 jours entre le 28 octobre 2011 et le 1er février 2013.
| #  | Champions                                         | Nombre de règne ensemble | Date              | Durée                     | Lieu                   | Notes | Réf    |
| -- | ------------------------------------------------- | ------------------------ | ----------------- | ------------------------- | ---------------------- | --- | ------ |
| 1  | DP Associates (Eddie Vegas et Jimmy Rave)         | 1                        | 22 avril 2005     | 3 mois et 15 jours        | Brandon, Floride       | Battent Jerrelle Clark et Roderick Strong ainsi que CM Punk et Don Juan dans un match par équipe à élimination.                        | [ 1 ]  |
| 2  | Salvatore Rinauro et Spanky                       | 1                        | 6 août 2005       | 27 jours                  | Bushnell, Floride      | Ils ont le règne le plus court. | [ 2 ]  |
| 3  | The Heartbreak Express (Phil Davis et Sean Davis) | 1                        | 2 septembre 2005  | 8 mois et 25 jours        | Arcadia, Floride       | | [ 3 ]  |
| 4  | Joey Machete et Shawn Murphy                      | 1                        | 27 mai 2006       | 3 mois et 13 jours        | Crystal River, Floride | Dans un match sans disqualification.                                                                                                   | [ 4 ]  |
| 5  | The Heartbreak Express                            | 2                        | 9 septembre 2006  | 1 mois et 5 jours         | Crystal River, Floride | Remportent un match par équipe mixte avec Allison Danger (en) avec eux. Joey Machete et Shawn Murphy ont Black Market comme équipière. | [ 5 ]  |
| 6  | The Briscoe Brothers (Jay et Mark Briscoe)        | 1                        | 14 octobre 2006   | 1 an et 26 jours          | Bushnell, Floride      | | [ 6 ]  |
| 7  | Jason Blade et Kenny King                         | 1                        | 9 novembre 2007   | 1 an, 1 mois et 11 jours  | Crystal River, Floride | | [ 7 ]  |
| 8  | Erick Stevens et Roderick Strong                  | 1                        | 20 décembre 2008  | 9 mois et 13 jours        | Crystal River, Floride | | [ 8 ]  |
| 9  | Chris Gray et Tommy Taylor                        | 1                        | 3 octobre 2009    | 9 mois et 28 jours        | Crystal River, Floride | | [ 9 ]  |
| 10 | Jon Davis (en) et Kory Chavis                     | 1                        | 31 juillet 2010   | 1 an, 2 mois et 27 jours  | Crystal River, Floride | | [ 10 ] |
| 11 | Caleb Konley et Scott Reed                        | 1                        | 28 octobre 2011   | 1 an, 3 mois et 4 jours   | Brooksville, Floride   | Ils ont le règne le plus long. | [ 11 ] |
| 12 | Eddie Rios et Jay Cruz                            | 1                        | 1er février 2013  | 5 mois et 4 jours         | Tampa, Floride         | | [ 12 ] |
| 13 | The Bravado Brothers (Harlem et Lance Bravado)    | 1                        | 5 juillet 2013    | 5 mois et 1 jour          | Ybor City, Floride     | Remportent un match à trois équipes comprenant aussi Aaron Epic et Sugar Dunkerton.                                                    | [ 13 ] |
| 14 | Rich Swann et Roderick Strong (2)                 | 1                        | 6 décembre 2013   | 4 mois et 26 jours        | Orlando                | | [ 14 ] |
| 15 | David Starr et JT Dunn                            | 1                        | 2 mai 2014        | 8 mois et 8 jours         | Ybor City, Floride     | | [ 15 ] |
| 16 | Eddie Graves et Teddy Stigma                      | 1                        | 10 janvier 2015   | 6 mois et 28 jours        | Winter Park, Floride   | Remportent un match à quatre équipes comprenant aussi Eddie Rios et Jay Cruz ainsi qu'Evan Gelistico et Pierre Abernathy.              | [ 16 ] |
| 17 | Devin Cutter et Mason Cutter                      | 1                        | 7 août 2015       | 2 ans, 5 mois et 26 jours | Ybor City, Floride     | Ils remportent un match par équipe sans disqualification.                                                                              | [ 17 ] |
| 18 | Odinson et Parrow                                 | 1                        | 2 février 2018    | 1 an, 1 mois et 1 jour    | Ybor City, Floride     | | [ 18 ] |
| 19 | Chance Champion et Omar Amir                      | 1                        | 3 mars 2019       | 7 mois et 29 jours        | Ybor City, Floride     | | [ 19 ] |
| 20 | Adrian Alanis et Liam Gray                        | 1                        | 1er novembre 2019 | 2 ans et 13 jours         | Ybor City, Floride     | |        |
| 21 | Jaka et Sean Maluta                               | 1                        | 14 novembre 2021  | 7 mois et 26 jours        | Clearwater, Floride    | |        |
| 22 | Hunter Law et Snoop Strikes                       | 1                        | 10 juillet 2022   | 1 an, 1 mois et 17 jours  | Clearwater, Floride    | |        |
| 23 | Chris Metro et JC Metro                           | 1                        | 27 août 2023      | 11 mois et 29 jours       | Clearwater, Floride    | |        |
| 24 | Chungus et Syther                                 | 1                        | 27 août 2023      | 1 an, 6 mois et 15 jours  | Clearwater, Floride    | |        |